# أيومي هاماساكي

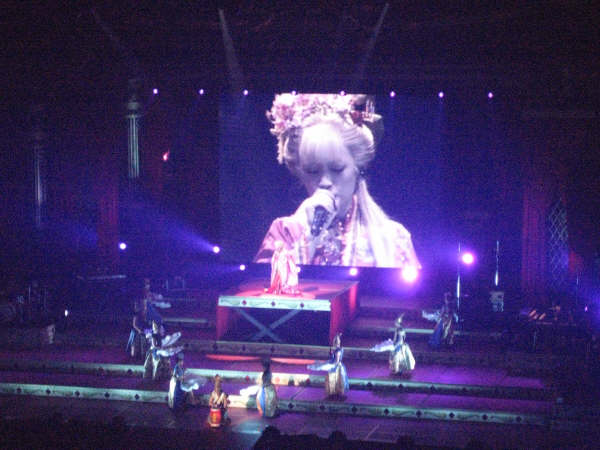
أيومي هاماساكي

أيومي هاماساكي (باليابانية: 浜崎 あゆみ) هي مغنية ذات شعبية وشهرة واسعة في اليابان ولدت في فوكوأوكا في اليابان في 2 أكتوبر 1978 م. في اليابان دائما ينادونها أيو.
وهي أحد مغني البوب اليابانيين المؤثرين والأكثر شعبية في تاريخ موسيقى البوب الياباني والملقبة بإمبراطورة البوب الياباني
وهي في المركز الرابع لأفضل المغنيين مبيعا في تاريخ اليابان والأول بين المغنيات اليابانيات.
بعد إصدارها لمنفردها «الطائر الأزرق» (BLUE BIRD) أصبح مجموع مبيعات منفرداتها ما يقارب 20 مليون وهي أول مغنية يابانية تفعل ذلك
و هي أكثر مغنية يابانية تحتل منفرداتها المركز الأول في سباق أفضل منفردات مبيعا في اليابان
أيومي أصدرت إلى الآن 9 ألبومات وجميعها وصلت مبيعاتها أكثر من المليون نسخة وألبومها الأخير بيع ما يقارب المليون.
ظهرت أيومي رسميا في 1998 م بأغنية وجه بلا تعابير (poker face)، وهي أول مغنية يابانية تحتل جميع ألبوماتها السبعة المركز الأول في سباق أفضل الألبومات مبيعا في اليابان.
و ايومي ربحت الجائزة الكبرى Grand Prix (أهم جوائز الموسيقية في اليابان) ثلاث مرات بالتوالي وذلك لعام 2001 و2002 و2003 ورفضت ان ترشح نفسها في عام 2004 بسبب الضجة والخلافات حول موضوع ترك مدير أعمالها ماكس ماتسورا للشركة الإنتاج التي تعمل فيها ايومي.

## السيرة الذاتية

### بداية حياتها
بالرغم من أن أيومي عاشت مع أمها ولكنها تربت فعليا على يد جدتها، لديها ذاكرة ضعيفة بشأن والدها لأنه تركها وترك والدتها وهي في الثانية من عمرها ومنذ رحيل والد أيومي عن عائلتها لم تر وجهه مرة أخرى إلى وقتنا الحاضر منذ ذاك الحين، نشات ايومي في عائلة ذات مستوى مادي ضعيف وكانت عائلتها متحررة جدا فقد كانت أمها لا تتدخل في شوؤن حياة ايومي مطلقا فكانت تدعها تتصرف بوحدها وتجعلها تتخذ قررات بنفسها في حياتها، وكانت والدة أيومي لا تمضي وقتا كثيرا مع ايومي بسبب عملها فكانت تمضي معظم اوقاتها في العمل لتدعم عائلتها.
في شبابها بدأت ايومي العمل كعارضة في إعلانات لأحد المصارف المحلية ولقد كانوا يعتبرونها فتاة جريئة لان ايومي كانت تحب تلبس التنانير القصيرة وكانت تحب ان تصبغ شعرها وقد كان هذا الأمر غير مألوف في اليابان في ذاك الوقت، كانت ايومي تتغيب كثيرا عن حصص المدرسة ولقد تركت مدرستها الثانوية وانتقلت إلى العيش في طوكيو لمتابعة مهنتها كعارضة.

### بدايتها المهنية
استعملت أيومي اسم كورومي هاماساكي أثناء تمثيلها في مسلسلات درامية وأفلام ذات إنتاج ضعيف ولكنها لم تشتهر قط، عملت لفترة قصيرة كعارضة لإعلانات لملابس السباحة، وكانت قصيرة جدا لتصبح عارضة ازياء فعلية في دور عرض الأزياء، نتيجة لذلك أمضت ايومي معظم أوقاتها تتجول وتتسكع في شوارع طوكيو وتتسوق وترقص في نوداي في منطقة شيبويا المشهورة، اكتشفها منتجها الحالي ماكس ماتسورا عندما كانت تغني في أحد حانات ألكاريوكي وسألها إذا أرادت أن تسلك مهنة الغناء في البداية كانت ايومي تعتقد بأنه كان يمزح معها ولم توافق في بداية الأمر ولكن ماكس لم يستسلم وأصبح يسألها تكرارا للعدول عن رأيها وفي نهاية الأمر وافقت ايومي وقالت بأنها لم يكن لديها شيء لتفعله فقررت ان تجرب مهنة الغناء. وكان من المفترض أن تحضر أيومي دروس الغناء في طوكيو ولكنها كالعادة كانت تتغيب في حصص الدروس وكانوا الأساتذة حازمين معها فقرر ماكس خلق جو أكثر ارتياحا لها بارسال أيومي إلى نيويورك لمتابعة دروسها هناك فوافقت ايومي على ذلك وقالت بأن هذا ما كانت تحتاجه بالضبط، وفي أثناء تلك الفترة كانت ايومي ترسل رسائل خطية إلى ماكس وكان هو معجب بأسلوبها في الكتابة فأقترح عليها بأن تكتب كلمات الأغاني بنفسها.
أيومي لم يكن لها دراسة رسمية لكتابة قصائد الغنائية ولكنها أستطاعت ان تكتب عن مشاعرها بشكل مؤثر وعميق وبشكل محترف من أول مرة وصرح منتجها ماكس بأن هذه الموهبة تأتي فقط بالممارسة الطويلة ومن الصعب على فتاة شابة ان تتقن هذه الموهبة بسرعة وقال بأن ايومي موهوبة وهي فريدة من جيلها لقدرتها ان تكتب القصائد الغنائية بهذا التأثير والمعنى.

## الأعمال الخيرية
في مارس 2011 تبرعت ايومي بـ 30 مليون ين لاغاثة ضحايا الزلزال. كما تعاونت مع مجلة vivi لبيع تي شيرتات خيرية.

## الالبومات

### A SONG FOR XX
في بداية عام 1999 م أصدرت أيومي أول البوم لها وكان يدعى أغنية لشخص مجهول (A Song for XX) واحتوى الألبوم على أغنية اعتمد عليك (Depend on you) المشهورة لوجودها في لعبة الفيديو الإلكترونية في البلاي ستيشن ألف سلاح (Thousand Arms).

### LOVE APPEARS
في شهر نوفمبر أصدرت البوم آخر يدعى ظهور الحب (Love Appears) البوم كان ناجحا فقد بيع منه أكثر من مليوني نسخة في اليابان وكان غلاف الألبوم مثيرا للجدل عند محبي ايومي بسبب ظهور ايومي في الغلاف لابسة الجينز والجزء الفوقي عاري فقط شعرها كان يغطي صدرها ولكن على اية حال كان الألبوم ناجحا في اليابان وكان يحتوى على أغاني رائعة مثل أغنية أولاد وبنات (Boys & Girls) فقد اصدر منه من قبل منفرد وبيع منه مليون نسخة.
في عام 2000 م بدأت أيومي بمشاريع عالميه وهو إصدار منفرداتها بالسطوانات من نوع Vinyl في الولايات المتحدة وأوروبا وكانت أغنية أولاد وبنات (Boys & Girls) هي أول أغنية تصدر على شكل Vinyl في الولايات المتحدة، كما اصدرت أيضا اغنيتها kanariya وAppears . وضعت اسمها المستعار AYU لإصداراتها العالمية بدلا من اسمها الكامل Hamasaki Ayumi
في نفس العام أصبحت ايومي المرأة الناطقة لشركة KOSE Visee وهي شركة لمستحضرات التجميل في اليابان فقد أصبحت تروج منتجاتها وحققت للشركة مبيعات هائلة عندما كانت تروج لأحمر الشفاه الخاص بالشركة كانت مبيعات المنتج تصل إلى خمسين الف أحمر شفاه في يومين فقط ويقال أيضا بأن عندما روجت ايومي لمستحضر الماسكارا الخاص بالشركة وصلت المبيعات إلى مليون في اليوم الواحد، وأيضا أصبحت أيومي تروج لشركة الهواتف الخليوية TU-KA.
معجبين أيومي كانوا أغلبهم من المراهقين والمراهقات وأحبوا البنات أسلوب أيومي في اللبس والأناقة فقد كانت تشبه لعبة الباربي وفي تلك الفترة أصبحت أيومي تظهر في كثير من أغلفة المجلات.

### Duty
وفي شهر سبتمبر أطلقت أيومي ألبومها الثالث الواجب DUTY وكان ألبوما ناجحا فقد وصلت مبيعاته إلى 3 ملايين نسخة. بينما أغنية الالبوم duty اصدرت في الولايات المتحدة على شكل منفرد بنسخة الريميكس بالتعاون مع الفنان الدي جي المشهور Eric Kupper
وقد احتوى الألبوم على أغاني ضاربة ورائعة مثل أغنية Seasons الذي أصدر من قبل على شكل منفرد وبيع منه مليون نسخة وبدأ أسلوب أيومي يتغير في هذه الفترة فأصبح يميل إلى الروك

### A BEST
في نهاية الألفية أطلقت ايومي منفرد M والأغنية كانت ضاربة وناجحة في اليابان وصدرت في الولايات المتحدة وأوروبا على شكل vinyl والأغنية كانت أول أغنية قامت بتلحينها أيومي بنفسها ولكن كانت أيومي تلحن باسم مستعار وهو كريا (CREA) ويرجع السبب بأنها لم تكن واثقة بقدراتها في التلحين وسبب اختيارها لهذا الاسم لأن هذا الاسم كان اسم لأحد كلابها واختارته لانها تقول أن هذا الكلب يشبهها فاختارت اسمه.
لقد كان هناك خلاف قبل إصدار ألبومها الأفضل (A Best) فقد أجبرها شركة التوزيع على إصدار هذا البوم وهو عبارة عن البوم يحتوي على أفضل اغانيها في السنوات التي عملت فيها وهذا الخلاف أدى إلى تغيير موعد صدوره مما جعله يصدر مع البوم منافستها الأولى أوتادا هيكارو(Utada Hikaru) وفعلا عندما أصدر الألبومان كانت المنافسة شديدة بينهما في المبيعات في اليابان وانتهى لصالح البوم أوتادا ولكن المبيعات كانت متقاربة فقد حقق الألبومان من المبيعات 4 ملايين نسخة! وألبوم الأفضل هو أعلى البوم لايومي في المبيعات على الإطلاق.
في سنة 2001 كانت مبيعات ايومي تشكل 40% من شركتها أفيكس تراكس (avex trax) لقد كانت وبلا منازع أفضل مغنية في الشركة واليابان، ولقد ربحت جائزة أفضل مغني من ناحية المبيعات في آسيا من WORLD MUSIC AWARDS.
في ديسمبر بعد حادث 11/9 قررت الشركة avex trax إصدار منفردات تكون مبيعات لصالح ضحايا ذلك الهجوم وكان من بين هذه المنفردات منفرد أغنية قد ولدت التي قامت بغنائه ايومي واشتركت في غنائه كيكو  keiko المغنية الرئيسة للفرقة الشهيرة جلوب globe.

### .Iam
في اليوم الأول من عام 2002 م أصدرت ايومي البوم جديد يدعى أنا......Iam ومثل البومات السابقة حقق مبيعات عالية في اليابان ووصل مبيعاته إلى مليوني نسخة. ومن ضمن الالبوم أغنيتها evolution التي حققت نجاح هائل في اليابان وأيضا أغنيتها Connected التي تمكنت أخيرا للوصول في المرتبة 89 في الرسم البياني الرسمي في ألمانيا.

### Rainbow
في عام 2002 ربحت ايومي جائزة خاصة في جوائز MTV asia لأفضل مغني ياباني مؤثر فسافرت ايومي إلى سنغافورة لاستلام الجائزة.
في نهاية عام 2002 م أطلفت ايومي البوم جديد يدعى قوس قزح RAINBOW في هذا الألبوم بدأت ايومي تكتب في الأغاني بعض الكلمات الأنجليزية لأول مرة في تاريخ مهنتها الألبوم كانت حملته الترويجيه كبيرة جدا حيث كان في فترة محددة يستطيع المعجبون ان يدخلوا بكلمة سر في الموقع الإلكتروني الرئيسي لايومي ووضع على الموقع في ذاك الوقت موسيقى لأغنية قوس قزح بدون كلمات والأغنية لم تكن موجودة في البوم قوس قزح ولهذا يمكن للمعجبون الدخول للموقع بكلمة سرية ويرسلوا لايومي شخصيا أفكارهم وواقتراحاتهم لكلمات أغنية قوس قزح الذي سوف يصدر في البوم جديد آخر.

### A BALLADS
وأثناء صدور البومها الأغاني الشعبية A BALLADS وهو عبارة عن البوم لأفضل اغانيها الشعبية خلال سنواتها السابقة توقع محبي ايومي ان تكون المبيعات قريبة لمبيعات البومها السابق الأفضل A BEST ولكن الأبوم وصلت مبيعاته إلى مليون نسخة فقط.وكانت أغنية RAINBOW موجوده في الالبوم كما وعدت أيومي معجبيها عند إصدار الالبوم السابق ان تصدار الأغنية في ألبوم آخر.

### Memorial address
في عام 2003 م أصدرت ايومي البوم مصغر يدعى العنوان التذكاريMemorial address الذي احتوى على 8 أغاني فقط ولكنه حقق مبيعات جيدة وهو أفضل البوم مصغر في تاريخ اليابان على الإطلاق من ناحية المبيعات.
سنة 2004 م كانت سنة نزاع في شركتها الخاصة avex trax فقد كان هناك خلاف بين المدير التنفيذي للشركة وبين منتج الشركة الذي اكتشف ايومي ماكس فقرر ماكس الخروج من الشركة ولقد وقعت فوضى ونزاعات حول هذا الموضوع وقرر بعض من المغنيين المشهورين في الشركة ومنهم ايومي ترك الشركة مع ماكس مما أصاب وسائل الأعلام ومحبي ايومي بالفزع ولكن في نهاية الأمر انتهى المطاف باستقالة المدير التنفيذي للشركة ورجعت الأمر الأخرى إلى نصابها المعتاد والطبيعي.
في هذه السنة أوقفت شركة KOSE Visee عقدها مع ايومي للترويج عن مستحضراتها مما أصاب محبي ايومي بالحزن.

### MY STORY
اصدرت ايومي البومها السادس قصتي في 15 ديسمبر 2004 الذي بيع أكثر من 1,300,000 الف نسخه في اليابان وقد بيع في جميع أنحاء آسيا ما يقارب 1,800,000 نسخه وقد احتل المراكز الأول في الدول الآسيويه وخاصه اليابان واحتل الالبوم المركز الثالث على مستوى العالم
في عام 2005 توقفت أيومي بإصدار أغانيها في الولايات المتحدة وأوروبا وكانت أغنية UNITE! هي آخر أغنية أصدرتها أيومي في ألمانيا في 2005.

### miss understood
أصدرت ايومي البومها السابع في الأول من يناير من عام 2006 وقد بيع الالبوم في اليابان مليون نسخه تقريبا وفد بيع الالبوم في آسيا 1,800,000 نسخة مما جعله في المركز الأول في مراتب الألبومات في العالم، يعتبر هذا الألبوم الإستوديو الأصليِ الأكثر رواجاً من قبل مغني نسائي في اليابان السنة 2006 بعد المغنية كومي كودا.

### SECRET
في نهايه عام 2006 اصدرت ايومي البومها الجديد""SECRET"" الذي صدر في29 نوفمبر وقد وصلت مبيعاته إلى 660,000 نسخه في اليابان فقط وقد كان البوم ضاربا في دول خارج اليابان في تايوان وسنغافوره وهونغ كونج وبيع الالبوم 2000,000 نسخه في آسيا وحقق البومها ثاني أفضل 40 البوم مبيعا في العالم

### A BEST 2
اصدرت ايومي في 28 فبراير 2007 البوم الأفضل 2 وهو عباره عن البومين A BEST 2 BLACK، A BEST 2 WHITE ، الذي يتضمن لأفضل اغانيها
السابقة ويحتوي الأفضل 2 الأسود أغنية جديدة part of Me
وقد حقق الأفضل 2 الأسود 695.000 نسخه الأفضل 2 الأبيض 712,000 نسخه ومجموع الالبومان ما يقارب 1,410,000 نسخه وقد احتل
الأفضل 2 الأبيض المرتبة الأولى في اليابان والأفضل 2 الأسود احتل المرتبة الثانية وفي united world chart قد تقرر اسمها في نفس الأسبوع في المرتبة الأولى والثانية. وهذه أول مغنيه في اليابان والعالم تحتل المرتبة الأولى والثانية في نفس الأسبوع

### GUILTY
وأخيرا تصدر ايومي ألبومها التاسع GUILTY في الأول من يناير 2008 وقد احتل المركز الثاني في أوريكون (مبيعات الألبومات اليابانية)
وهذا أول البوم لها يحتل المركز الثاني من أول بدايه مهنتها. وقد بيع منه نصف مليون نسخة في أسبوعه الثالث منذ صدروه. بالرغم أن الالبوم هو أجمل البوم ما بين البوماتها السابقة ولكن وهو اقل
مبيعات من بين البوماتها السابقة.ويحتوي الالبوم على 14 أغنية وانجح الأغاني هم together when الأغنية الأكثر تحميلا في ديسمبر 2007
واغنيه Don't Leave me alone فقد احتل المرتبة الأولى في اليابان لأكثر أغاني طلبا في الإذاعة.و ذكر الموقع الرئيسي بأن guilty سوف يصدر في
26 دولة مختلفة في العالم بـ ايرلنداو الولايات المتحدة والمملكة
المتحدة وإيطاليا والنمساو أسترالياو هولنداو كنداو اليونان وسويسراو السويد وإسبانيا
و البرتغال ودنمارك وألمانيا ونيوزيلندا والنرويج وفرنساو فنلندا وبلجيكا ولوكسمبورج والمكسيك وأيضا في تركيا وايومي هي أول مغنية يابانية يكون لها توزيع كبير في itunes

### NEXT LEVEL
الالبوم العاشر اصدر في مارس 2009.25
وهو أول البوم لايومي وأول البوم في العالم يصدر على شكل فلاش USB
يعتر هذا الالبوم هو نقطة تحول بالنسبة لايومي حيث أنه مختلف تماما عن البوماتها السابقة التي كانت تتضمن الاغاني الهادئة والروك لكن هذا الالبوم يتضمن الاغاني من نوع الاليكتريك بوب، وهذا أول البوم لايومي يحمل هذه النوعيه من الموسيقى. الالبوم حقق نسبة مبيعات ومراتب جيده جدا في مخطط اوريكون الياباني.
وقد تضمن الالبوم أغنية "NEXT LEVEL" التي كتبتها ايومي لمعجبيها، اما أغنية "Rule" خصصت لفيلم دراجون بال "Dragonball Evolution"

### Rock'n'Roll Circus
صدرت أيومي ألبومها الحادي عشر وهو Rock'n'Roll Circus في 14 أبريل 2010الذي تم تسجيله في بدايه العام في لندن.. وكان البوم لقى قبولا وساعا في أنحاء العالم حيث أنه احتل المركز الأول في الـ World Chart، ومبيعاته وصلت إلى 300,000 بفترة قصيره.

### ألبوم Love Songs وأغنية Dream on
لم يمض سنة على البوم Rock'n'Roll Circus وان تصدر أيومي البوما يحمل معنى الرومانسية وهو Love Songs وبدأت أيومي تظهر مشاعرها لمعجبينها من خلال هذا الالبوم وكان الالبوم ناجحا كعادتها ووصل الالبوم إلى الاسطوانة البلاتينيه. من أهم الاغاني الالبوم Virgin road، love songs، last angel وانعرضوا على شكل فيديو كليب كما أن أيومي مثلت مع العارض الأزياء النمساوي Manuel Schwartz في ثلاث كليبات Virgin road، love songs، last angel.
Dream on أغنية سنغل أنتجتها أيومي وقامت بغنائها مع المغني URATA NAOYA الأغنية لم تكن موجوده في الالبوم ولكن صدرت في نفس يوم نزول الالبوم في 22 ديسمبر 2010
أعلنت أيومي في 9 مارس 2011 بأنها أجلت كل جولاتها بسبب الزلزال المدمر الذي ضرب اليابان في نفس اليوم. مما انعكس كلٌ هذا سلبيا على نجاح الألبوم والمبيعات

### ألبوم FIVE
أصدرت أيومي البوم مصغر الثاني اسمه FIVE في أغسطس 2011 (((العنوان لا يعني عدد الاغاني كما يعتقدون معجبوا ايومي ولكن أيومي قالت سبب تسميته بهذا العنوان لانه صدر بعد كارثة الزلزال اليابان ب 5 شهور))) وهذا أول البوم مصغر منذ 2003 مع البوم العنوان التذكاري، العنوان يشمل عدد الاغاني في الالبوم وهم خمسه Progress، Another Song، Why...
Beloved، Brillante. وجميعهم أصدروا على شكل فيديو كليب، من ناحية المبيعات، حقق الالبوم مبيعات جيده إلى حد ما، الالبوم تجاوز الـ 200 ألف نسخه واحتل المرتبة الأولى لمده اسبوعين في اوريكون وحصل على الاسطوانة الذهبية على عكس البوماتها السابقة اللواتي حصلوا على اسطوانات بلاتينيه متعدده وهذا أول البوم لها الذي لم يستطع الحصول على الاسطوانة البلاتينيه واحده على الأقل. أغنية why غنتها أيومي مع المغني الكوري جونو وهذا أول البوم لها يكون فيها اغاني دويتو منذ بدايه انطلاقتها وكما أن هذه أول مره تتعاون فيها أيومي مع مغني أجنبي. Another Song قامت بغنائها مع URATA NAOYA للمره الثانية. كما أنها أعلنت على جولتها الضخمة ARENA TOUR 2012 A ~HOTEL Love songs في بداية السنة 2012 لدعم الالبومين LOVE SONG، FIVE

### البوم Party Queen والانحدار في المبيعات
سافرت أيومي إلى لندن لتسجيل ألبوم بعنوان ملكة الحفلة (party queen) في الربع الأخير من عام 2011 في بدايه عام 2012 أعلنت آيو تاريخ إصدار الالبوم في نهاية مارس 2012. غلاف الالبوم والفيديو كليبات المتضمنة في الالبوم شكّلوا صدمه للمعجبين وأيضا النقاد، بسبب ظهور أيومي شبه عاريه في غلاف البوم وأيضا رقصها مع مجموعه من الشواذ في في فيديو كليب SHAKE IT !ومن ضمنهم 	Timothy Wellard شاب إنجليزي شاذ تعرفت عليه أيومي من خلال سفرها إلى لندن.
من ناحية المبيعات، الالبوم وصل المركز الـ2 في قائمه اوريكون بينما ألبوماتها السابقة جميعها في المراتب الأولى كما لم يبع سوى 150,000 نسخه فقط في اليابان طوال عام 2012.
ومع ذلك في نهاية العام 2012 ترشحت أيومي بالجائزة العالمية World Music Awards في قائمة WORLD'S BEST FEMALE ARTIST أفضل مغني نسائي على مستوى العالم من بين المغنيات المشاهير مثل اديل وبيونسي ونيكي ميناج وغيرهم.
كما ترشح الالبوم Party Queen في قائمة WORLD'S BEST ALBUM كأفضل البوم على مستوى العالم في سنة 2012
وهذه أول مره تدخل أيومي الترشيح في الجائزة العالمية منذ 11 عاما منذ ان فازت بالجائزة في عام 2001 كأفضل مغني نسائي

## معلومات شخصية عن ايومي
البرج: الميزان
فصيلة الدم: A
الطّول: 156 سنتيمترًا
الوزن:40 كيلوجرامًا
الممثلاث والمغنيات المفضلين عند ايومي: Keiko (Globe)، Rie Miyazawa، Seiko Matsuda
الموسيقى المفضلة: عندما كانت صغيرة كانت تفضل الاستماع إلى أغاني الروك ولكنها الآن تفضل الأغاني الهادئة لانها أكثر شعبية في اليابان
الممثلون المفضلون عند ايومي: Nicolas Cage، Rie Miyazawa
الأفلام المفضّلة:The Bodyguard، Betty Blue، Leaving Las Vegas
الناس الذين تحترمهم: أناس يملكون صفات لا تملكها هي بنفسها
الناس الذين تحتقرهم: أناس كاذبين والذين لا يقولون مرحبا!
الاهتمامات: جمع الأشياء البيضاء لغرفتها !
الطعام المفضل: البسكويت والكعك والشوكلاه والكيمتشي (من الأطباق الكورية المعروفة)
الأشياء المفضّلة للقراءة: معظم مجلّات الموضة. ترجمات اللّغة الحديثة لقصائد Manyo tanka
الدّروس: فنّ الخطّ يابانيّ رقيق (الصّفّ الخامس)، البيانو، ترتيب الزّهرة اليابانيّة، نظام دراسة كمونشيكي
ايومي تعلق عن كتابتها لكلمات اغانيها: احب ان اظهر مشاعر ومشاعر تجارب اصدقائي في الأغاني التي أغنية ا واحب ان اضع مشاعري الأمينة في كلماتي. عندما اكتب كلمات وانا بحالة حزينة ستكون على الأرجح كلمات مظلمة ومحزنة ولكنني لا أبالي انا اريد فقط ان اكون امينة مع نفسي طول الوقت

## الحياة الشخصية

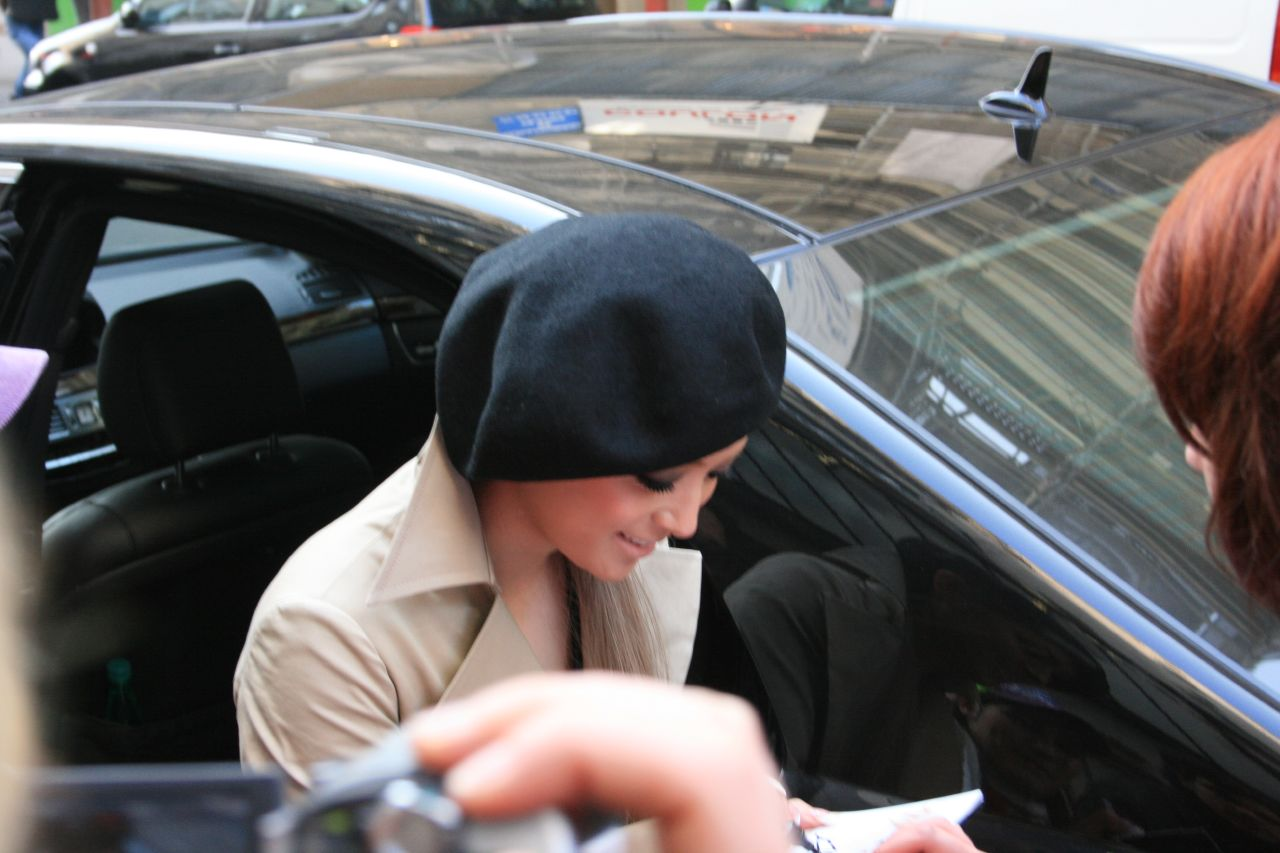
أيومي هاماساكي، في باريس،فبراير2008

في الأول من شهر يناير 2011, أعلنت أيومي عزمها الزواج من الممثل وعارض الأزياء النمساوي مانويل شوارز. وكانا قد التقيا أثناء تصوير بعض أغاني ألبومها "Love Songs" في شهر أغسطس 2010.
في 16 يناير 2012 اعلنت ايومي في موقعها عن طلاقها، والسبب في البداية ارادت العيش مع زوجها في الولايات المتحدة، لكن بعد الزلزال الذي ضرب بلادها احست برغبة قوية بعدم ترك اليابان.في حين يعتقد البعض ان السبب الحقيقي هو الكتاب الذي اصدره Schwarz، حيث يحتوي على صور له يظهر فيها عاري وبشكل بذئ.

## شعار ايومي الخاص
استخدمت ايومي خلال مهنتها شعار خاص لها والشعار كان مجرد أول حرف من اسمها A وقد أصبح مشهورا ومعروفا بين محبي الأغاني اليابانية.

## وصلات خارجية
- أيومي هاماساكي على موقع IMDb (الإنجليزية)
- أيومي هاماساكي على موقع ميوزك برينز (الإنجليزية)
- أيومي هاماساكي على موقع قاعدة بيانات الأفلام السويدية (السويدية)
- أيومي هاماساكي على موقع إن إن دي بي (الإنجليزية)
- أيومي هاماساكي على موقع أول ميوزيك (الإنجليزية)
- أيومي هاماساكي على موقع ديسكوغز (الإنجليزية)
- أيومي هاماساكي على موقع ديسكوغز (الإنجليزية)
- أيومي هاماساكي على موقع قاعدة بيانات الفيلم (الإنجليزية)